# Waxeneckhaus
Das Waxeneckhaus ist eine auf dem Gemeindegebiet von Pernitz gelegene Schutzhütte der Naturfreunde in den Gutensteiner Alpen in Niederösterreich.
Es liegt auf dem Südhang des Waxeneck in der Nähe des Geyersattels und ist zu Fuß über eine Forststraße vom Hals oder über Feichtenbach von Pernitz aus erreichbar. Von Pottenstein gelangt man über Grabenweg auf einem kleinen Weg entlang des Höhenzuges oberhalb von Grabenweg zum Waxeneckhaus. Ebenfalls über den Hals (die Passstraße querend) führt der Wanderweg (2)01: von Weissenbach an der Triesting über die Siedlung (Dorf) Am Brand und das Rote Kreuz.
Das Waxeneckhaus wurde in den Jahren 1919 und 1920 von den Ortsgruppen Berndorf und Pottenstein des Touristenvereins „Naturfreunde“ (TVN) errichtet, 1934 wurde der Verein aufgelöst. Nach 1945 erfolgte die Renovierung und der Ausbau des Schutzhauses durch die wiedergegründete Ortsgruppe.
Heute bietet das Waxeneckhaus Übernachtungsmöglichkeit und einen beheizten Seminarraum für 25 Personen.

## Bilder

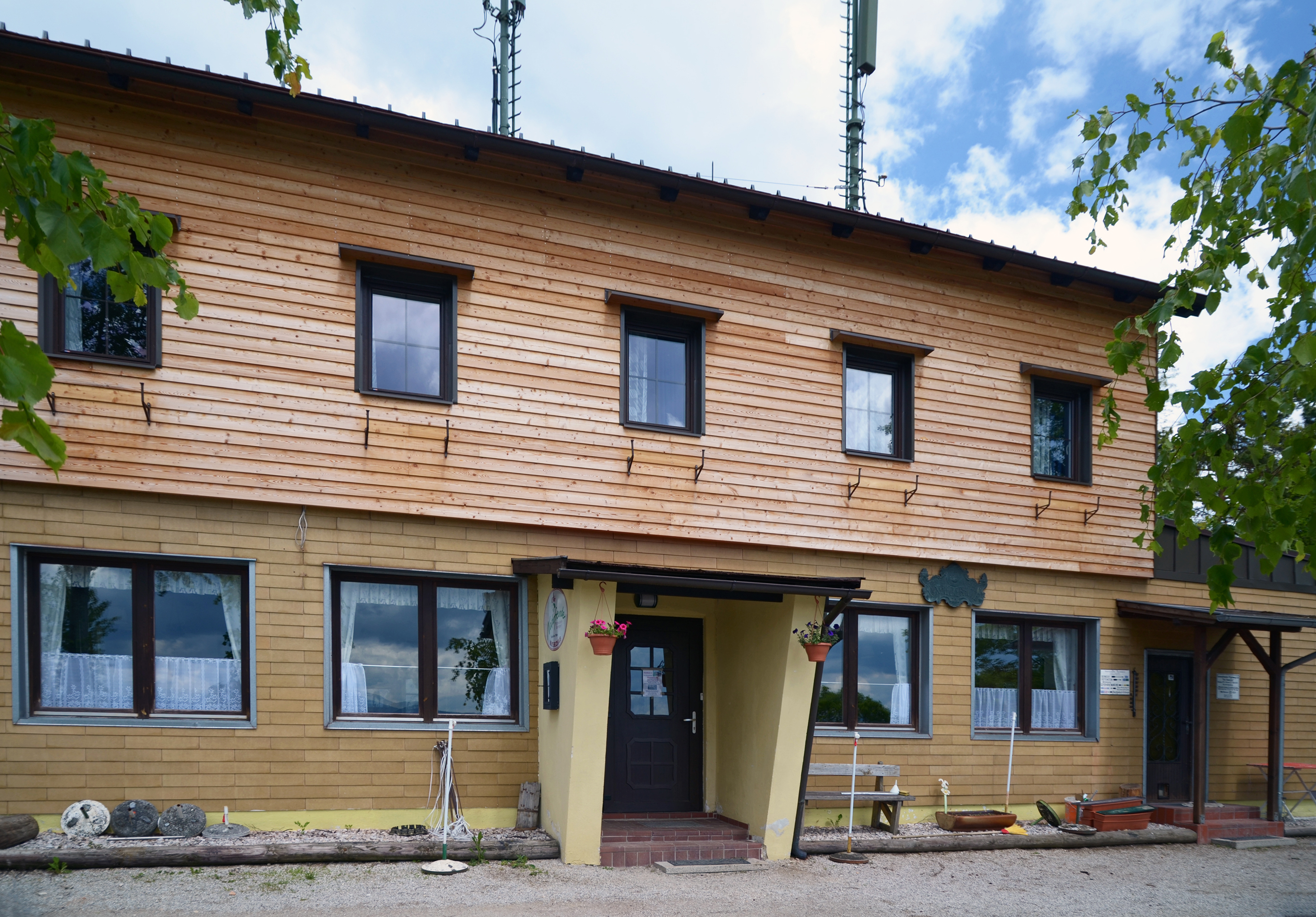
Eingangsbereich (2013)
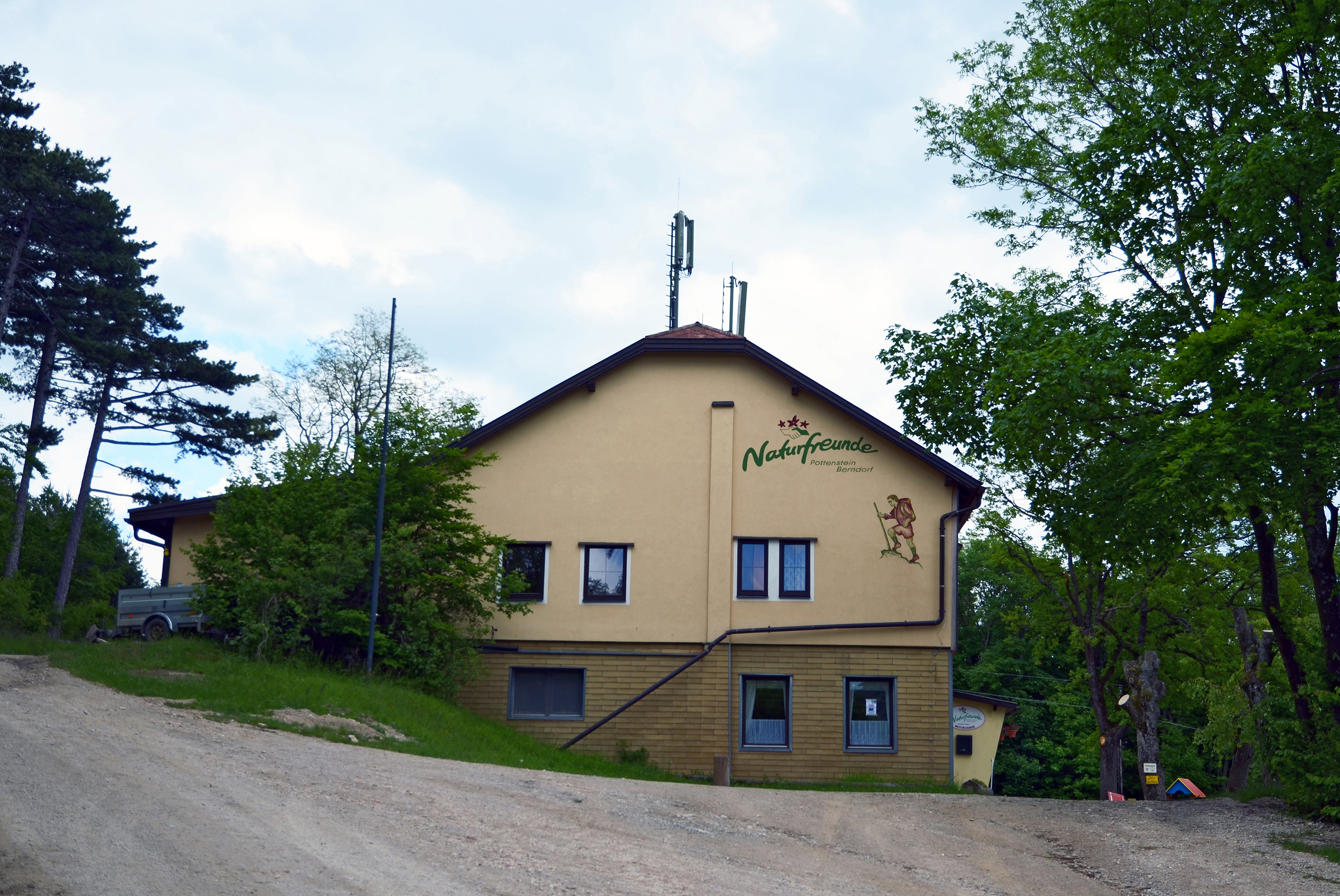
Waxeneckhaus (Westseite)
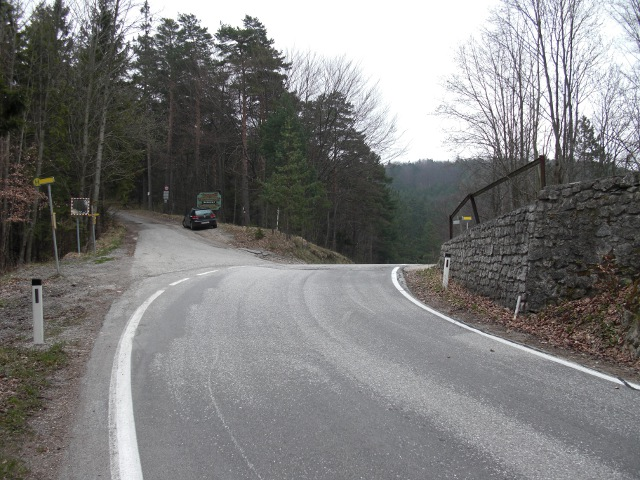
Passhöhe Auf dem Hals: Abzweigung der zum Waxeneckhaus führenden Forststraße
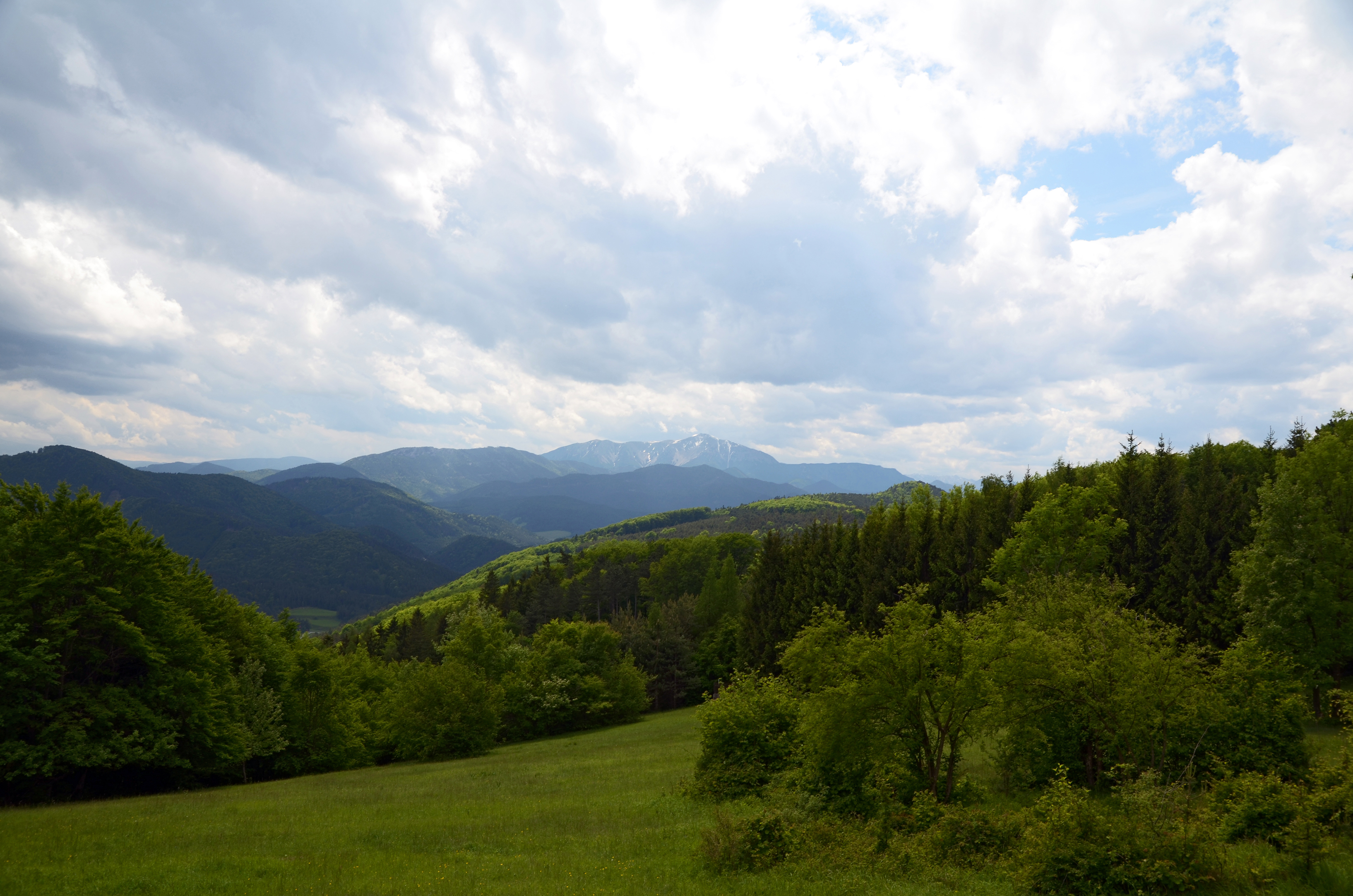
Blick vom Waxeneckhaus über die Gutensteiner Alpen zum Schneeberg (unmittelbar links davor: Dürre Wand und Großer Neukogel)